# Tyler Hilton
Tyler James Hilton (Califórnia, 22 de novembro de 1983) é um cantor, compositor e ator norte-americano. Começou sua carreira em 2000, e apesar de ser novo, já recebeu comparações com o cantor Elton John. 
Desde que lançou seu álbum de estreia, ele se aventurou na carreira de ator. Fez uma participação no seriado One Tree Hill, onde foi contratado para fazer apenas dois episódios, mas os produtores gostaram tanto de seu trabalho que ele permaneceu por mais episódios, se tornando um personagem de maior importância no seriado. 
Tyler interpretou o talentoso, mas um tanto arrogante Chris Keller. Ele participou do filme Walk the Line interpretando Elvis Presley. Hilton também apareceu no clipe Teardrops on My Guitar de Taylor Swift e ainda chegou a cantar na turnê da mesma.

## Biografia
Tyler nasceu em Palm Sprins, Califórnia, filho de Kristy e Robert Hilton. Ele cresceu em torno da música, e aprendeu sozinho a tocar e cantar algumas músicas de Elvis Presley. Sua primeira canção foi sobre uma garota chamada Rhian, em que conheceu na escola. No ensino médio, Tyler chegou a entrar em uma banda com alguns de seus amigos, mas a banda não ia para frente, então Hilton começa a tocar sozinho. Tocava em cafés locais e bares, suas próprias músicas.
Hilton mora em Los Angeles. Ele ficou noivo da atriz Megan Park, que ele conheceu no set de Charlie Bartlett, em Dezembro de 2013. Ambos se casaram em outubro de 2015.

## Discografia

### Tyler Hilton (2001)
- Nora Marie
- Not Getting Your Name
- I Believe We Can Do It
- Someone Like You
- Up Late Again
- It's Always The Same
- Shy Girl
- It's Only Love
- If I'm Not Right
- New York Can Wait
- Don't Blame Me
- Last Promise
- Meant Something to Me

### The Tracks of Tyler Hilton (2004)
- When It Comes
- The Letter Song
- Glad (One Tree Hill: Volume 1)
- Rolling Home
- Pink and Black
- Our Time
- Kiss On Me
- Slide
- You, My Love
- Insomnia
- Picture Perfect

Hilton também apareceu em cada um dos três diferentes álbuns de One Tree Hill, alguns com materiais não lançados que não podem ser encontrados em lugar algum. Mais notável, o cover da música "When the Stars Go Blue" de Ryan Adams, que foi feito em dueto com a estrela Bethany Joy Galeotti, de One Tree Hill. O vocalista da banda U2, Bono Vox, também gravou um "cover" dessa música com a banda The Corrs em que, Bono Vox foi convidado especial da gravação do DVD da banda The Corrs, realizado em 2005 pela VH1. As duas bandas são irlandesas. Também foi feito um cover de "Missing You" por John Waite e o original "You'll Ask For Me." Já fez aparição em um clipe de Taylor Swift.

## Filmografia
- One Tree Hill  (2004–2005) – Chris Keller
- One Tree Hill  (2012) – Chris Keller
- Charlie Bartlett (2007) – Murphy Bivens
- Walk the Line (2005) – Elvis Presley
- Extant (2014- ) - Charlie Arthurs